# Montelbaanstoren

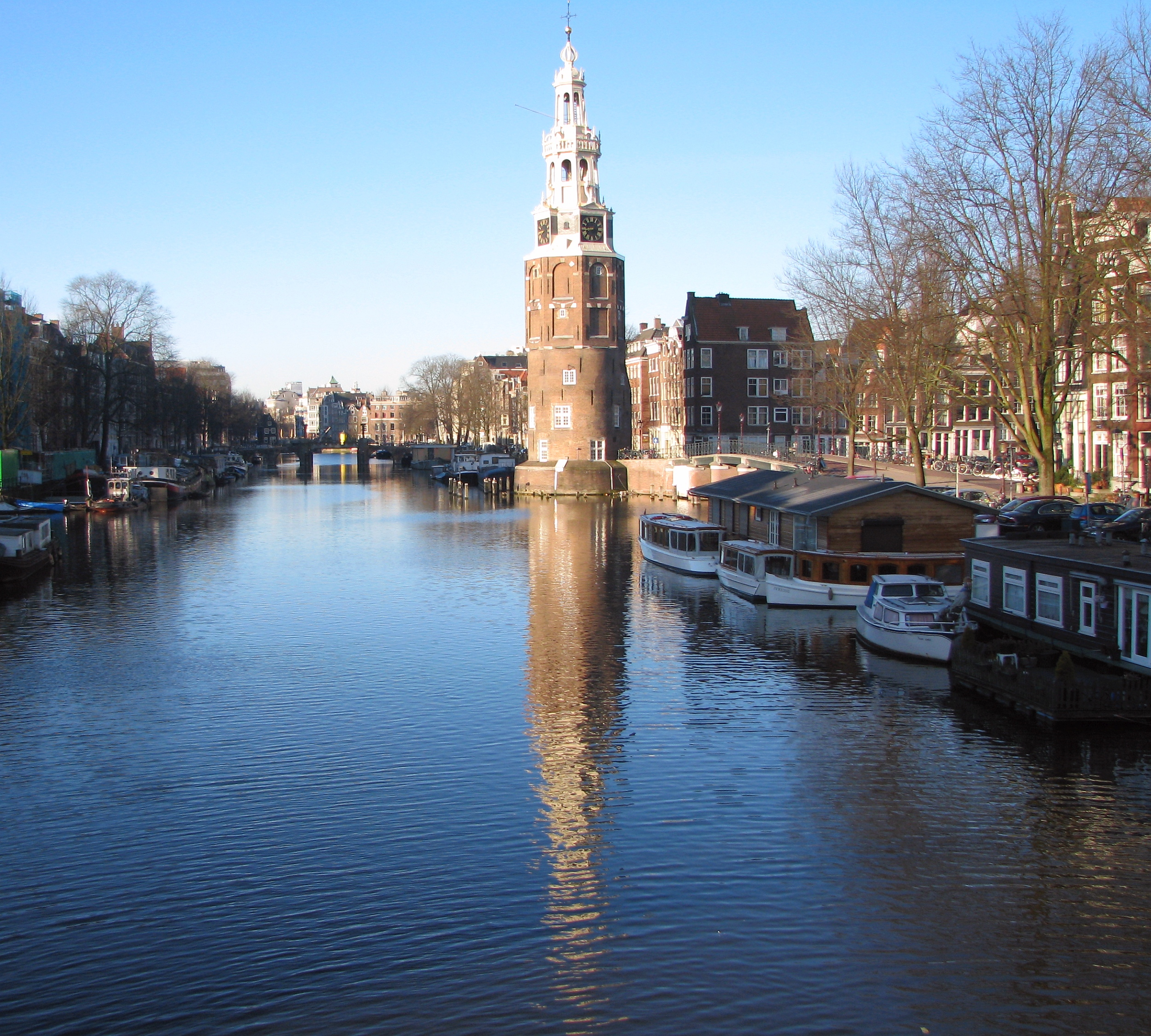
Torre Montelbaan sul canale Oude Schans

Il Montelbaanstoren è una torre campanaria del quartiere di Nieuwmarktbuurt nello stadsdeel di Amsterdam-Centrum, nella città di Amsterdam, Paesi Bassi, eretta nel 1516 ed ampliata nel 1606 su progetto di Hendrick de Keyser il Vecchio. È situata ad est del centro storico della città.
In origine una torre difensiva usata a protezione delle darsene e dei cantieri navali, è oggi la sede del Waterkantoor, l'ufficio municipale che controlla il livello delle acque ed ospita le pompe utilizzate per la pulizia dei canali.
La Montelbaanstoren è uno dei soggetti preferiti nelle acqueforti di Rembrandt. Attorno a questa torre si radunavano un tempo in marinai della Compagnia delle Indie Orientali in procinto di imbarcarsi.

## Origini del nome
L'origine del nome della torre è incerta: secondo lo storico Johann Wagenaar si rifarebbe al Castello di Montauban (Francia); secondo altre interpretazioni, deriverebbe da una casa chiamata "Montalban", forse da ricollegare a Renaut de Montalban, un cavaliere che combatté contro Carlo Magno.

## Caratteristiche
La torre presenta una struttura ottagonale ed un campanile in legno lavorato a traforo.

## Storia
Questa torre, costruita nel 1516, faceva parte del sistema difensivo della città di Amsterdam, per proteggere la zona circostante, in particolare i moli della Sint Antoniesdijk (ora Oude Schans) e il porto di Lastage da eventuali attacchi da parte dei vicini Gelderlanders.
Nel 1606 la torre perse la sua funzione difensiva. Hendrick de Keyser progettò una corona di pietra in stile rinascimentale, che fece aumentare l'altezza della torreai 48 metri. La torre è anche dotata di un orologio e di un carillon.
Nel 1610 la torre crollò poiché le sue fondamenta erano state costruite su terreni morbidi. Quando fu ricostruita furono adottate delle soluzioni per correggere i suoi difetti strutturali.
Fino all'estate 2010, la torre è rimasta vuota (nessun inquilino era disposto ad assumersi l'affitto di 9000 €), ma la "Fondazione Giardino Segreto" (Stichting Secret Garden in olandese), un gruppo di difensori di omosessuali, bisessuali e transessuali, arrivati dai paesi musulmani, ha affittato il piano più basso della torre.

## Galleria d'immagini

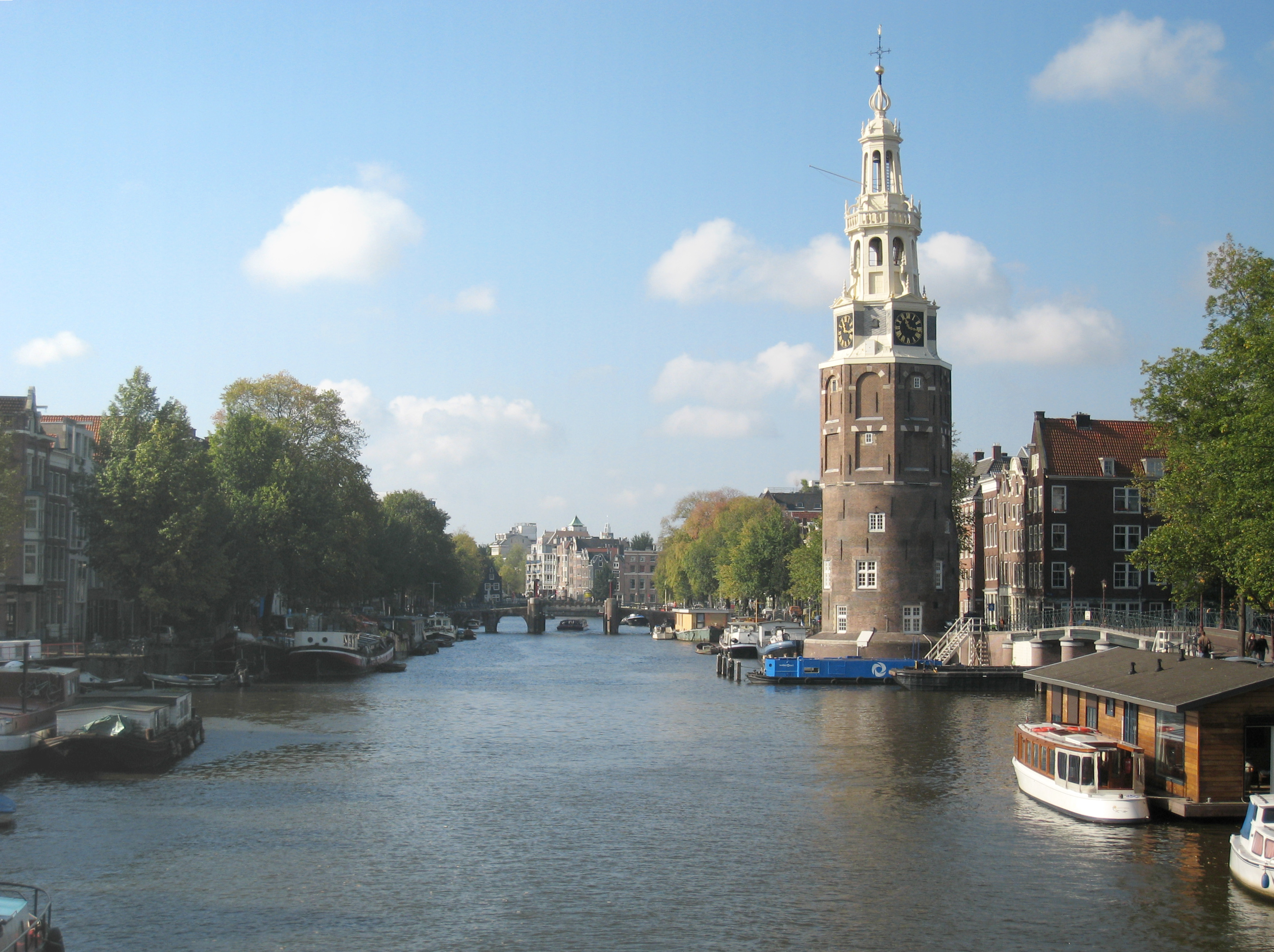
Una visuale della torre da un canale.
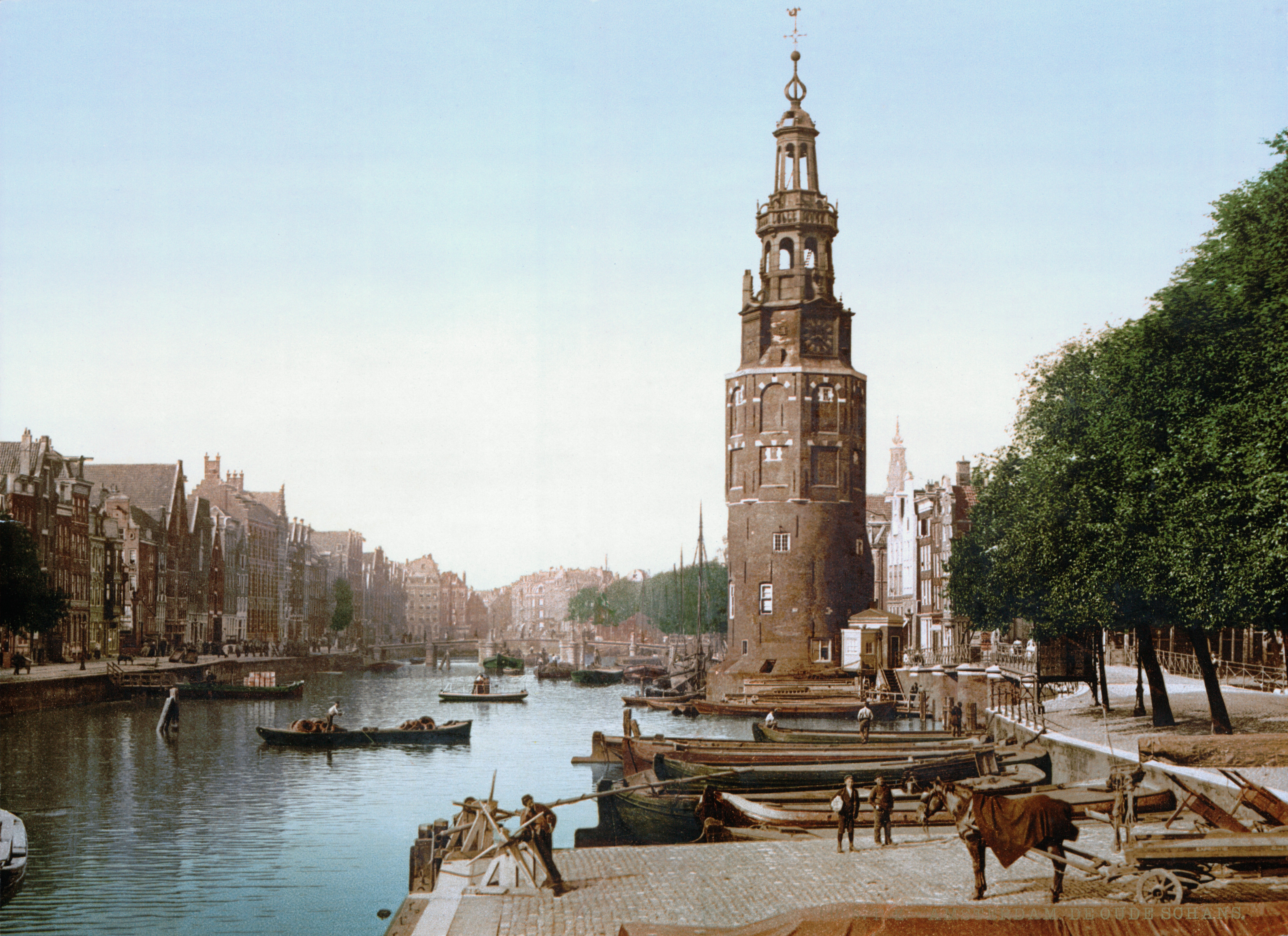
La torre intorno al 1890 e al 1905.
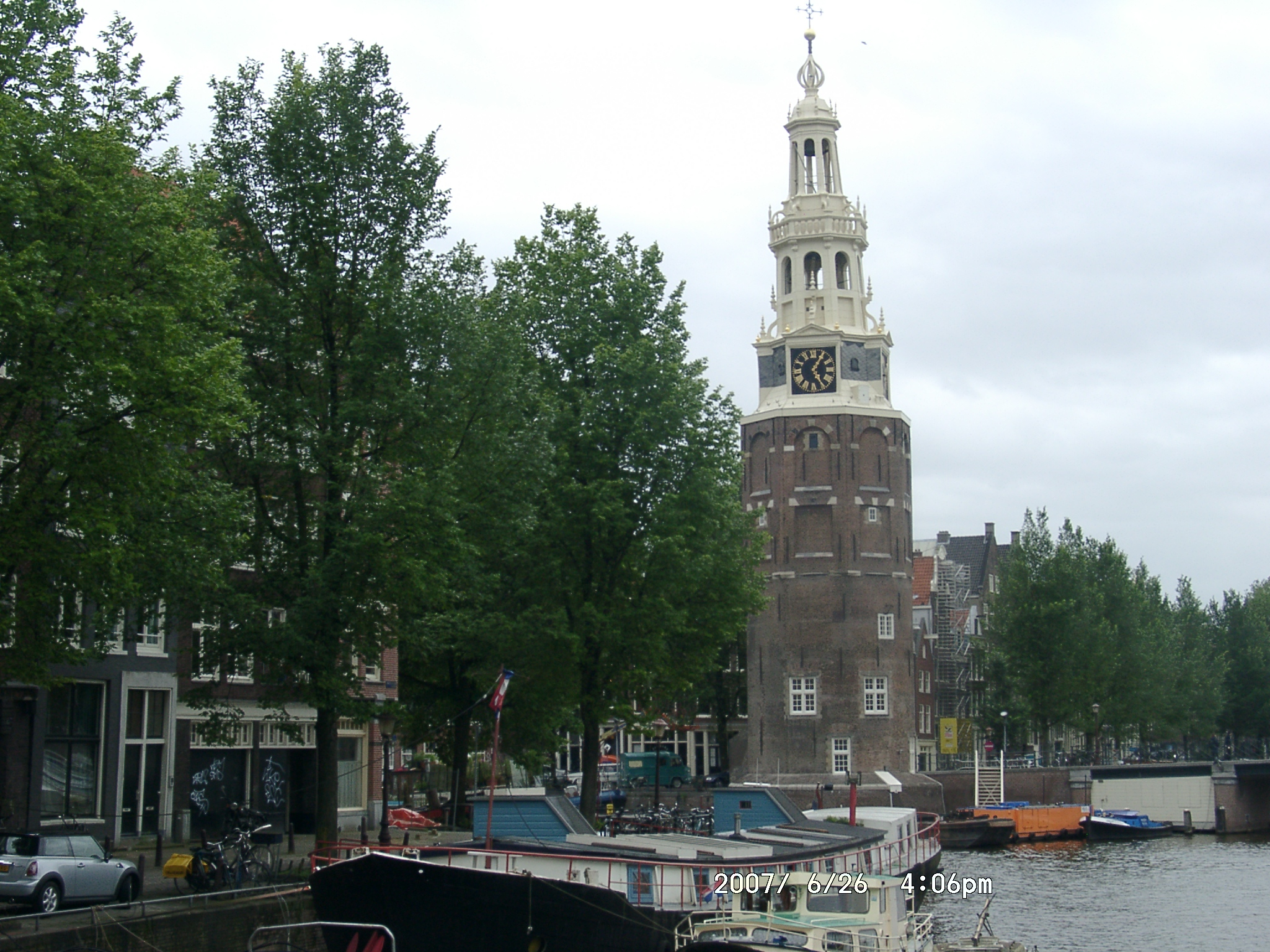
Altra foto della torre.
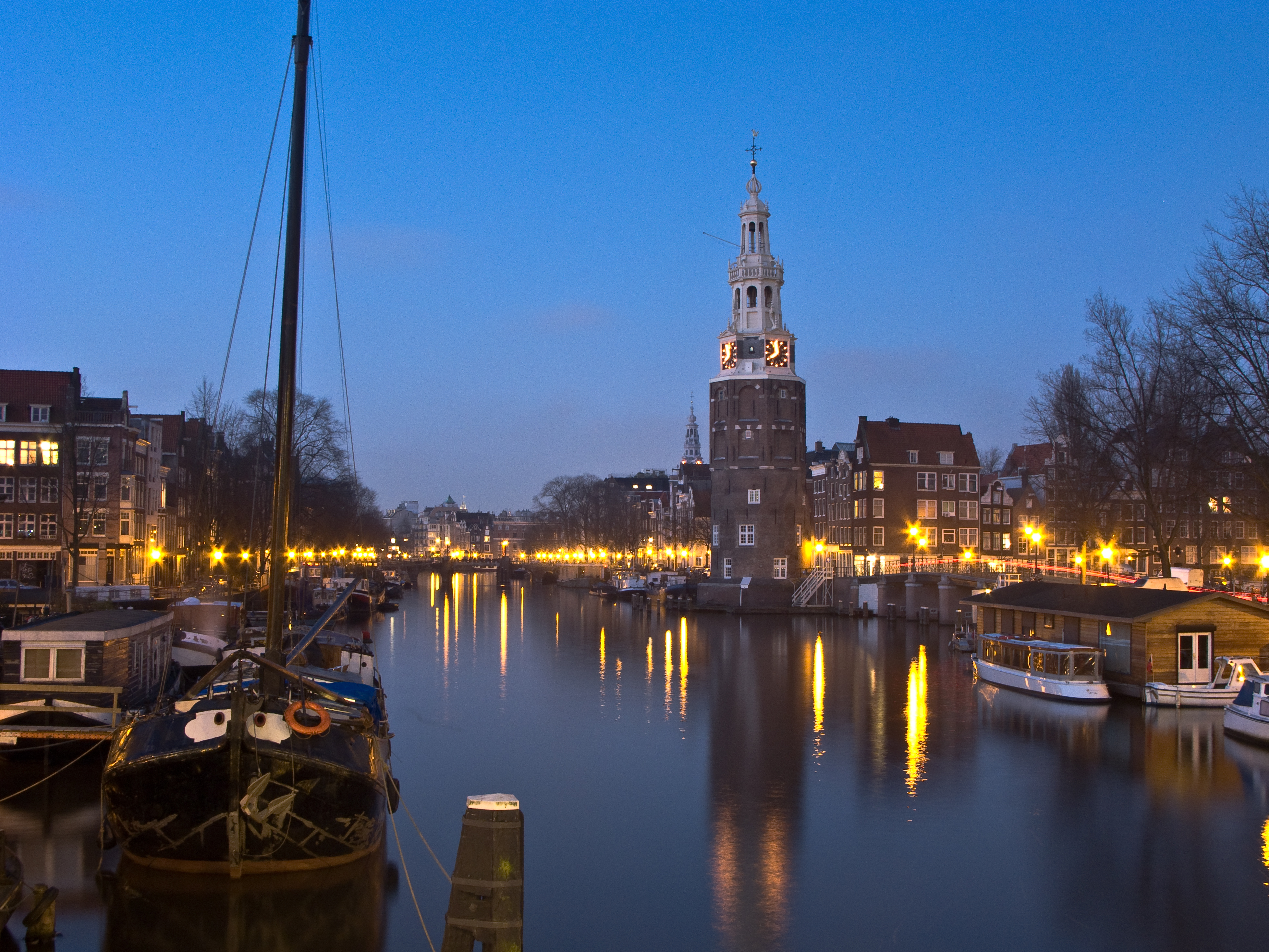
La torre prima dell'alba.
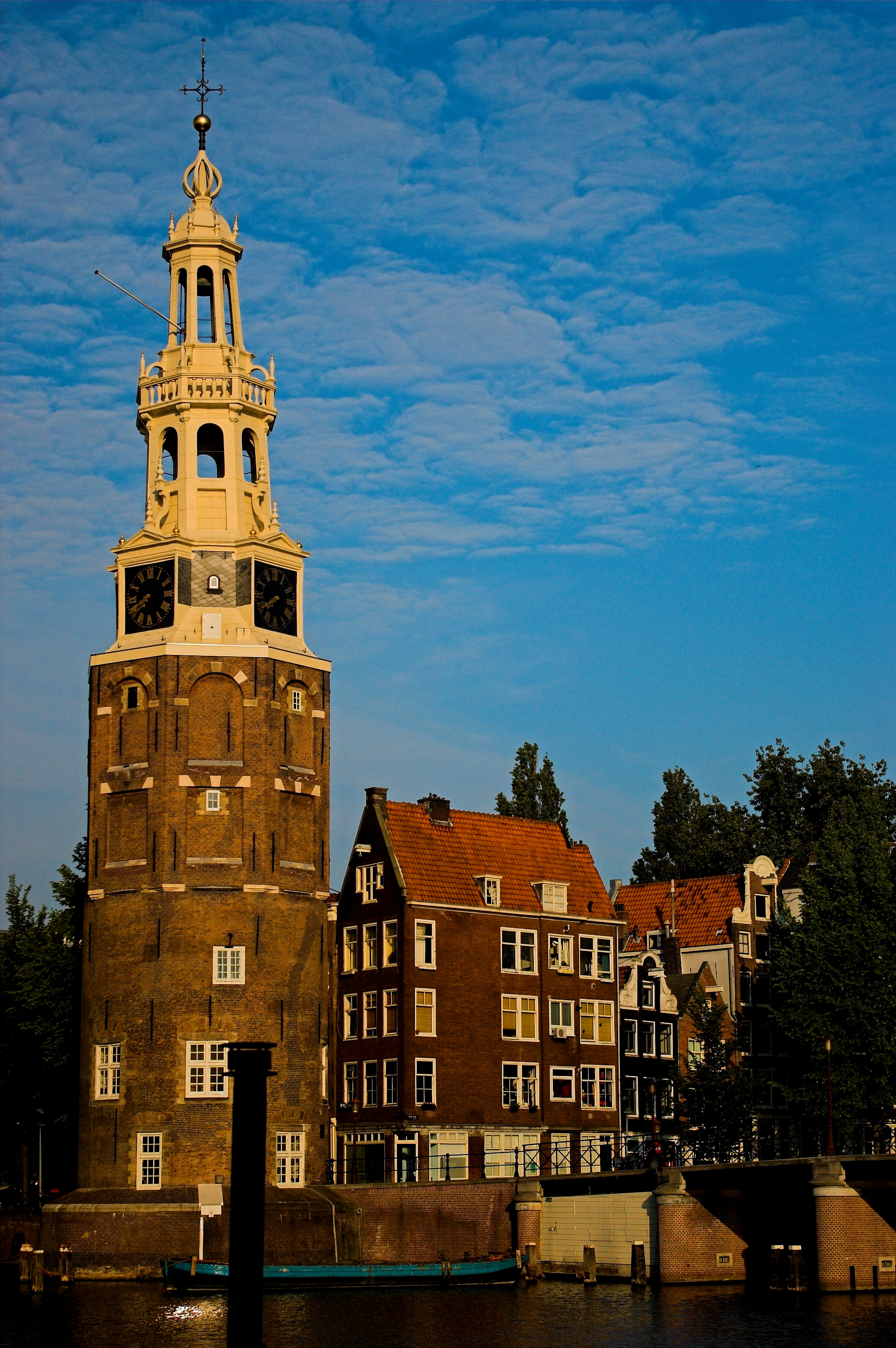
La torre campanaria in un pomeriggio di primavera.
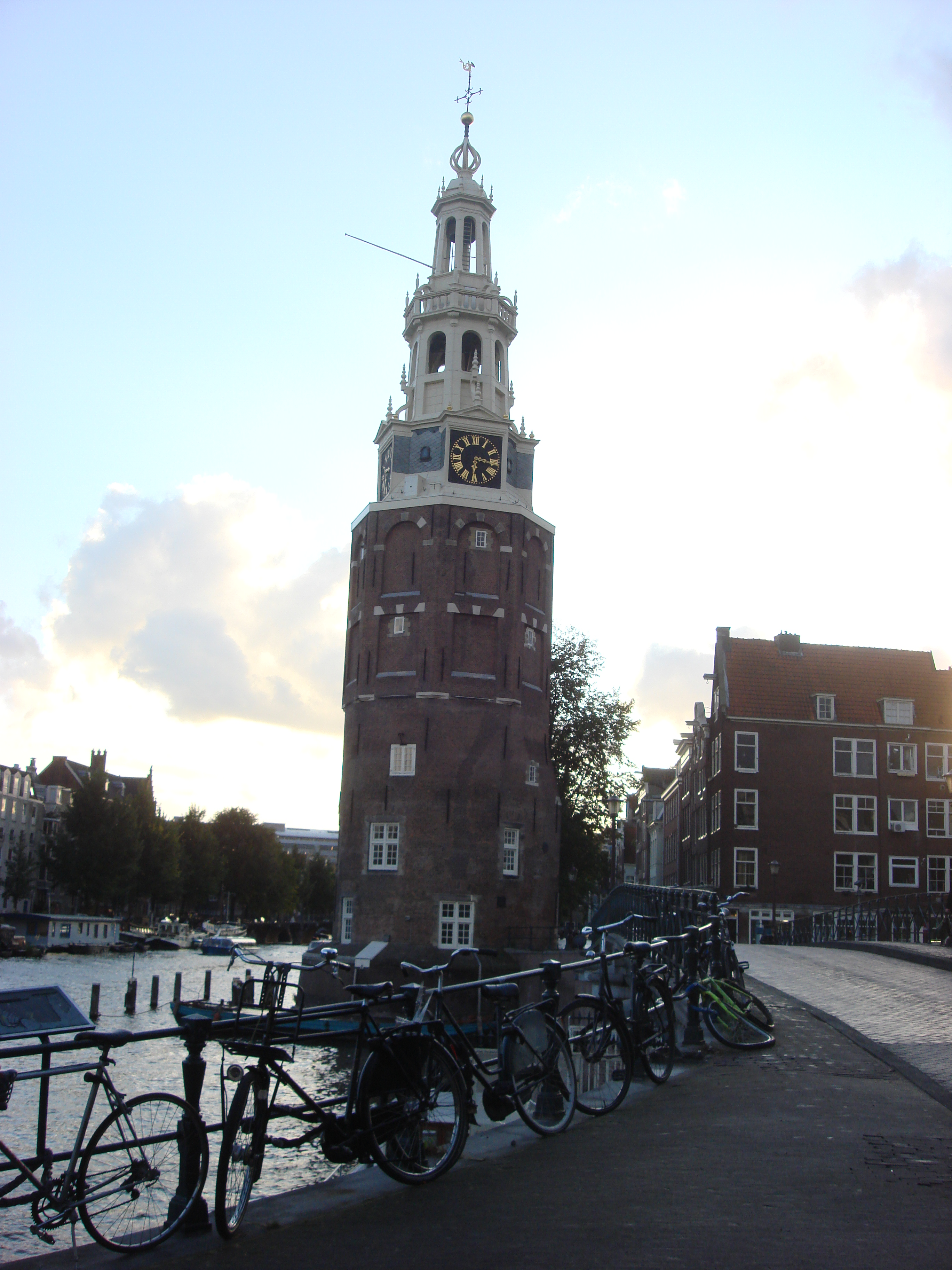
La torre da terra.
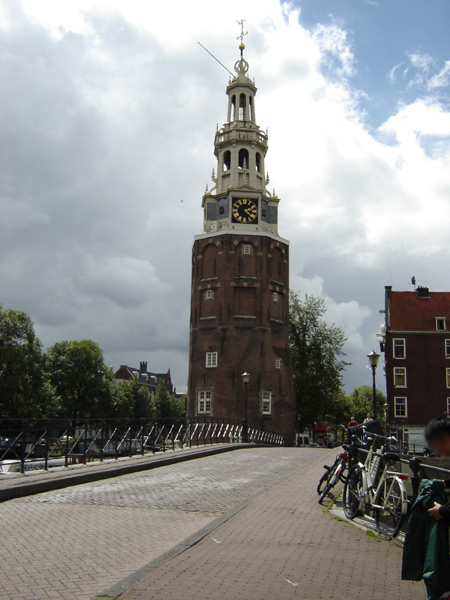
Altra foto della torre da terra.
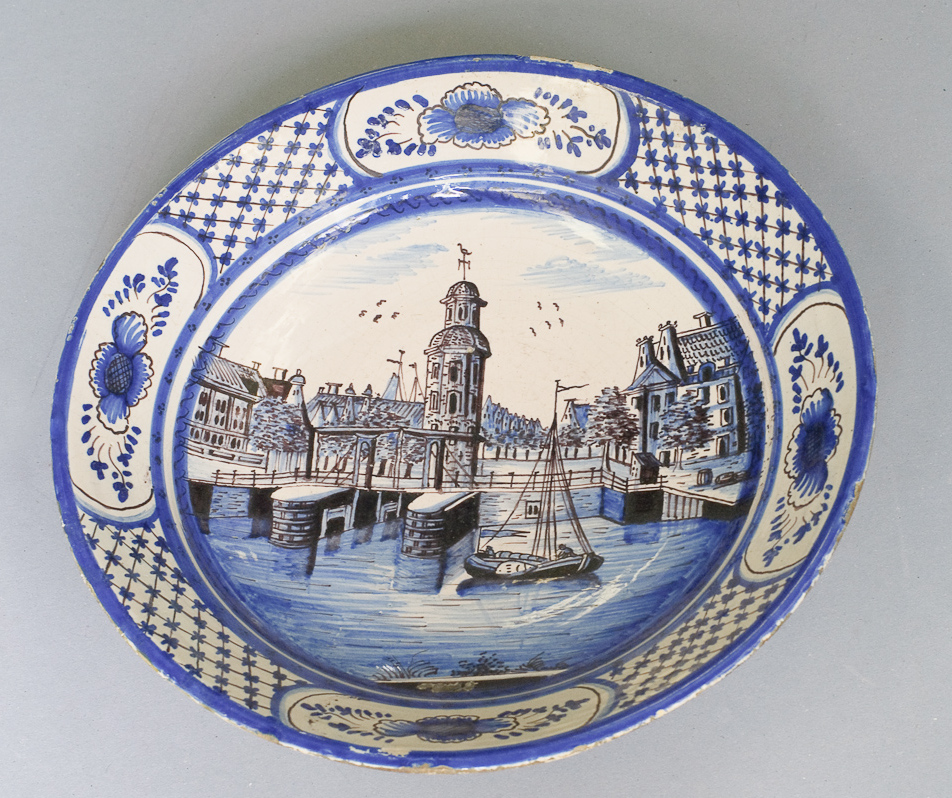
Un piatto raffigurante la torre.